# Puschwitz
Puschwitz, in alto sorabo Bóšicy, è un comune di 955 abitanti della Sassonia, in Germania.
Appartiene al circondario (Landkreis) di Bautzen (targa BZ) ed è parte della comunità amministrativa (Verwaltungsverband) di Neschwitz.